# Fouille programmée
Une fouille programmée est une fouille archéologique qui s'inscrit dans la programmation scientifique nationale élaborée par les représentants de la communauté scientifique chargée de l'archéologie en France (Service régional de l'archéologie de la Direction régionale des Affaires culturelles (DRAC), services d'archéologie municipaux, CNRS).
Cette programmation couvre le champ chronologique et thématique de la recherche archéologique, elle est adoptée et mise en œuvre par le Conseil national de la recherche archéologique (CNRA) placé sous la tutelle du ministère de la Culture. 

## Caractéristiques et moyens

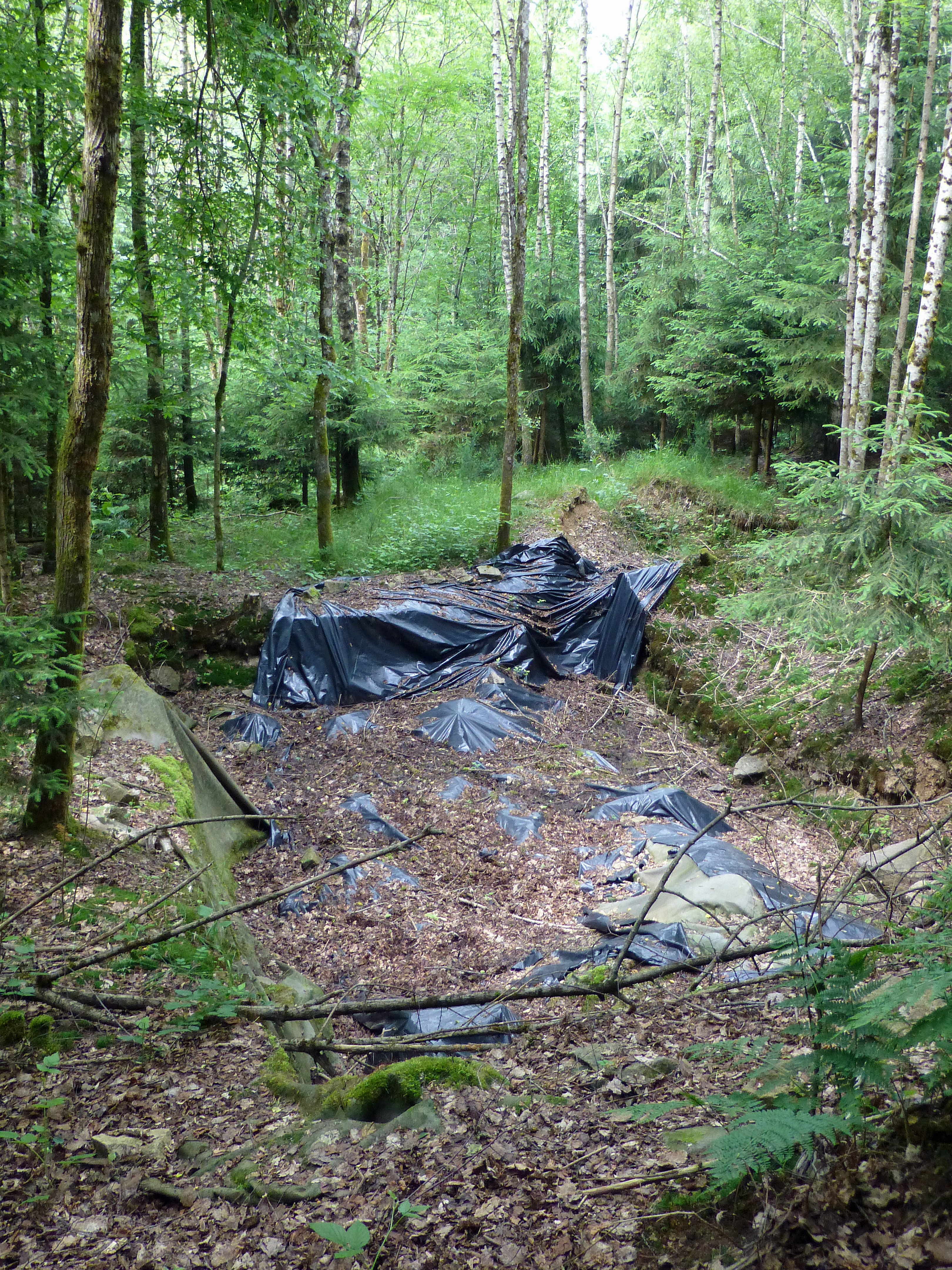
Fouille programmée sur le site archéologique des Fossottes (Vosges)

Une fouille programmée ne revêt aucun caractère d'urgence et peut se dérouler sur le moyen ou le long terme, contrairement à la fouille préventive. Les fouilles programmées disposent généralement de moins de moyens techniques et humains que les fouilles préventives.
Les fouilleurs sont le plus souvent des étudiants en formation dans les diverses branches de l'archéologie, quelle que soit leur origine. De nombreux travaux universitaires portent sur des collections issues de fouilles programmées.

## Autorisations
Sur le plan juridique, les demandes d'opérations archéologiques programmées sont examinées par le Conseil National de la Recherche Archéologique (CNRA) dans le cadre de fouilles reconnues pour un intérêt national, situées dans les DOM ou dans le domaine public maritime. Dans le cadre régional, elles sont examinées par une Commission Interrégionales de la Recherche Archéologique (CIRA). Elles sont consécutives à des autorisations réglementairement décidées en application des dispositions du « livre V » (Archéologie), « titre III » (Fouilles archéologiques programmées et découvertes fortuites) du code du patrimoine français. Les autorisations de fouille sont nominatives et peuvent être délivrées pour un an ou pour trois ans ; elles sont renouvelables, si la problématique et les résultats en sont jugés dignes. La fouille programmée d'un site se définit autour d'une problématique, les rapports de fouilles (un par an) doivent faire état de l'avancement des travaux de terrain, des théories et des interprétations du site et de ses occupations ; enfin, les auteurs doivent tenter de résoudre les questions de la problématique.
Une fois les autorisations d’opérations archéologiques délivrées, la première étape est de prendre connaissance du terrain qui va être étudié sans pour autant commencer les fouilles archéologiques. La connaissance sur le terrain se fait par l’étude de documents écrits, textuels ou cartographiques comme les cadastres, qui renseignent sur les activités déjà attestées à proximité et les types de sols ou matériaux qu’il est possible de rencontrer. Les chercheurs spécialistes de la période étudiée se renseignent aussi sur les possibles recherches précédentes aux alentours. Ensuite les chercheurs réalisent des prospections. En effet, à partir du milieu du 20e siècle, les vestiges archéologiques sont de plus en plus découverts par des campagnes de prospections aériennes, pédestres ou géophysiques. Une prospection correspond à une recherche systématique de vestiges archéologiques et permet de se demander où il est pertinent de fouiller. Les prospections permettent de repérer des anomalies sur le sol ou la végétation mais sans jamais détruire les vestiges archéologiques. Elles permettent aussi de répondre aux premiers questionnements des archéologues. Une fouille archéologique programmée est réalisée dans le cadre d’apports scientifiques et elle nécessite une ou plusieurs problématiques de recherche. En parallèle de la prospection, des sondages sont réalisées pour définir l’extension planimétrique et stratigraphique des vestiges a étudié. Ils permettent aussi de déterminer le degré de conservation et la datation de ces vestiges. Ils sont de petites dimensions et ont un faible impact sur les vestiges.
Une fois que l’étendue des vestiges est repérée et que les archéologues des périodes étudiées sont informés sur le terrain, la fouille archéologique programmée peut commencer en suivant la problématique de recherche.

## Fouilles à l'étranger
Les fouilles programmées réalisées par des français à l'étranger dépendent du Ministère des Affaires étrangères, qui alloue annuellement un budget pour la réalisation des travaux sur le terrain après consultation d'un dossier scientifique (programme d'étude, objectifs, etc.). Elles peuvent aussi être financées par les instituts français à l'étranger et par des fonds privés dans le cadre d'un mécénat d'entreprise.